# كارلان جرانت
كارلان جرانت (بالإنجليزية: Karlan Grant)‏ (مواليد 18 سبتمبر 1997) هو لاعب كرة قدم إنجليزي يلعب كمهاجم في نادي هدرسفيلد تاون.

## روابط خارجية
- كارلان جرانت على موقع قاعدة بيانات كرة القدم.إي يو (الإنجليزية)
- كارلان جرانت على موقع Soccerbase.com (لاعب) (الإنجليزية)
- كارلان جرانت على موقع Soccerway.com (الإنجليزية)
- كارلان جرانت على موقع عالم كرة القدم.نت (الإنجليزية)